# Bo-Göran Bodin
Bo-Göran Bodin, född 1974, är en svensk journalist.
Bodin har bland annat arbetat för Göteborgs-Posten och Dokument inifrån. Mellan 2003 och 2016 var han undersökande reporter på Sveriges Radio. Sedan 2016 har han samma roll på Sveriges Television.
År 2013 utsågs han av tidskriften Scoop till den tredje bästa undersökande journalisten i Sverige de senaste 25 åren, efter Hannes Råstam och Janne Josefsson.
Bodin är flerfaldigt prisbelönad. Exempelvis har han vunnit Föreningen Grävande Journalisters pris, Guldspaden, fem gånger. Han har bland annat uppmärksammats för granskningarna av det våldsamma polisingripande som dödade Johan Liljeqvist, det påstådda terrorhotet mot Göteborg och av missförhållanden i svenska häkten och fängelser.
År 2012 avslöjade Bodin tillsammans med Daniel Öhman den så kallade Saudiaffären. Reportagen visade hur Sverige i hemlighet, genom myndigheten FOI, hjälpte diktaturen Saudiarabien med planeringen av avancerad vapenfabrik. Avslöjandet ledde till försvarsminister Sten Tolgfors avgång och vapenfabriken stoppades. För reportagen belönades Bodin och Öhman bland annat med Stora Journalistpriset, Prix Europa  och amerikanska IRE Medal, som anses vara ett av världens mest prestigefulla priser för undersökande journalistik. Saudiaffären har utsetts till ett av de största avslöjandena i Sverige sedan 80-talet. I boken Saudivapen beskriver de sitt arbete med avslöjandet. Saudivapen ska filmatiseras av produktionsbolaget Götafilm för att bli en politisk thriller för tv.
2016 tilldelades Bo-Göran Bodin Advokatsamfundets Journalistpris "för att han genom sin granskande rapportering – och med okuvlig integritet – har blottlagt allvarliga brister inom det svenska rättsväsendet.”

## Reportage
2006
- "Svarta löner i finansministerns fotbollsklubb" [9]
- "Tio år av vanvård" [10]

2007
- "Inlåst.Dödad" [11]

2008
- "Ingen ringde läkare" [12]
- "De kunde ha levt i dag" [13]
- "Vi fick en sekatör" [14]

2009-2010
- "Fallet Johan Liljeqvist" [15]
- "Fallet Johan Liljeqvist" - han dog av polisvåldet del 2.
- "Fallet Johan Liljeqvist" - han dog av polisvåldet del 3.
- "Tvångsvård av utvecklingsstörda ungdomar" [16]
- "Tvångsvård av utvecklingsstörda ungdomar" [17]
- "Jag trodde han skulle komma hem"[18]
- "Mitt sorgliga liv" [19]
- "Barn i isoleringscell" [20]

2011
- Terrorhotet mot Göteborg[21]
- Farliga fartyg[22]
- Dom kallar sig terapeuter[23]
- För barnens bästa[24]

2012
- "Projekt Simoom" [25]
- "Historien om SSTI" [26]
- "Så gjorde vi" [27]
- "Mörkläggningen" [28]

2014
- "The insider" - om Ericssons grekiska mutaffärer.
- Saudiaffären: Moderaterna vek sig för Wallenberg.[29][30]
- Jimmie Åkesson spelar för mer än han tjänar på nätcasinon.[31]
- "Kvinnoregistret"[32]

### 2015
- Swissleaks - läckan från banken HSBC.[33]
- Wallenbergs hemliga mejl.[34]

- När Lambertz tystnar - det avgörande felet i Quickboken.[35][36]
- Fallet Sinthu - om det dödliga polisvåldet på en psykiatrisk avdelning i Västerås.[37]

### 2016
- Poddserie om Palmemordet.[38]
- Kyrkans resor - om Svenska Kyrkans dyra utlandsresor och representation.[39]
- Den svenske terroristen, Uppdrag Granskning. [40]

### 2017
- Skatteverkets chef sparkas efter Rapports avslöjande, SVT Nyheter.
- Ridtränaren - om sexuella övergrepp i ridsporten, SVT Dold.

### 2018
- "Fallet Christer Pettersson", dokumentärserie SVT.

### 2019
- "Skotten på Nygatan", dokumentärserie SVT.

### 2020
- "Att rädda ett barn", dokumentärserie SVT.

### 2022
- "Fallet Carlos", dokumentärserie SVT.

### 2023
- "Skamlös", dokumentärserie SVT.

## Utmärkelser
- 2004 Stora radiopriset[41] - Riksdagens lediga ledamöter, med Daniel Velasco.
- 2004 Guldspaden[42] - "Riksdagsledamöternas ersättningar." med Daniel Velasco.
- 2008 Stora radiopriset[11] - "Inlåst.Dödad" årets reportage, med Daniel Velasco.
- 2008 Stora journalistpriset, nominering. "I statens förvar" med Anna Jaktén och Sanna Klinghoffer
- 2008 Guldspaden[43] - "I statens förvar" med Anna Jaktén och Sanna Klinghoffer.
- 2009 Med barnets ögon[44] - hedersomnämnande "Mitt sorgliga liv", med Daniel Velasco.
- 2009 Guldspaden[45], hedersomnämnande - "Mitt sorgliga liv" med Daniel Velasco och Ylva Bogegård.
- 2010 Stora radiopriset[46] - "Mitt sorgliga liv" årets public service, med Daniel Velasco.
- 2010 Stora journalistpriset, nominering. Fallet Johan Liljeqvist. Med Daniel Velasco.
- 2011 Advokatsamfundets journalistpris[47] - tilldelades ett tiotal Kalibermedarbetare.
- 2011 Röda Korsets journalistpris[48] - Inlåsning av utvecklingsstörda barn, med Daniel Velasco.
- 2011 Guldspaden[49] - Fallet Johan Liljeqvist.
- 2012 Guldspaden[50] - terrorhotet mot Göteborg.
- 2012 Stora radiopriset[51] - Saudiaffären årets reportage, med Daniel Öhman.
- 2012 Hederstiteln Retweeter of the Year, av bakjour[52]
- 2012 Prix Europa[53] - "Projekt Simoom" utsågs bästa undersökande radiodokumentär i Europa, med Daniel Öhman.
- 2012 Stora journalistpriset[54], årets avslöjande: Saudiaffären med Daniel Öhman.
- 2013 Guldspaden[55] Saudiaffären med Daniel Öhman
- 2013 Ikaros[56] Saudiaffären med Daniel Öhman
- 2013 New York Festival[57], Best investigative report: "Project Simoom" med Daniel Öhman
- 2013 IRE Award. Förstapris, alla katetegorier.[58] "Project Simoom" med Daniel Öhman
- 2014 Prix Europa - "The Insider" utsågs till bästa undersökande radiodokumentär i Europa, med Daniel Öhman.[59]
- 2014 IRE Award, finalist kategorin Radio/audio för "The Insider" med Daniel Öhman[60].
- 2015 New York Festival, brons i kategorin Best investigative report för "The insider", med Daniel Öhman.[61]
- 2015 New York Festival, brons i kategorin Best investigative reporting för "The Women's registry", med Alexander Gagliano.[62]
- 2015 IRE Award. Finalist. "The insider" med Daniel Öhman.[63]
- 2015 Prix Europa, Special Commendation för Kvinnoregistret [64]med Alexander Gagliano.
- 2015 Stora journalistpriset, nominering[65],  för Kvinnoregistret. Med Alexander Gagliano.
- 2016. Röda Korsets journalistpris[66] för "Död i slutet rum" med Daniel Velasco
- 2016. Advokatsfundets Journalistpris.
- 2016. New York Festival, guld i kategorin Best investigative report för "The Closed Room" med Daniel Velasco.
- 2016 Prix Europa, Special Commendation för "Död i slutet rum" med Daniel Velasco.
- 2016, Premios Ondas, det internationella radiopriset för "Död i slutet rum" med Daniel Velasco.
- 2020 Kristallen, årets granskning för "Att rädda ett barn",
- 2020 Stora journalistpriset, nominering för "Att rädda ett barn".
- 2023 Stora journalistpriset, nominering för "Skamlös".